# Antoine Koné

Bischofswappen von Antoine Koné

Antoine Koné (* 10. Januar 1963 in Ferkéssedougou, Elfenbeinküste; † 8. Mai 2019 in Abidjan, Elfenbeinküste) war ein ivorischer Geistlicher und römisch-katholischer Bischof von Odienné.

## Leben
Antoine Koné studierte Philosophie am Seminar in Yopougon und katholische Theologe am Seminar in Anyama. Am 28. Dezember 1991 empfing er in Katiola das Sakrament der Priesterweihe. Von 1991 bis 1997 war er Lehrer für Französisch, Latein und Geographie am Kleinen Seminar von Katiola und gleichzeitig Pfarrer in der Kathedrale von Katiola sowie in verschiedenen Pfarreien der Diözese Katiola. Er engagierte sich auch für die Ausbildung junger Menschen und Lehrer in Grund- und Mittelschulen. Von 1996 bis 1998 absolvierte er ein Doktoratsstudium in Dogmatik an der Université Catholique de l’Afrique de l’Ouest in Abidjan. Von 1997 bis 2009 war er Professor für dogmatische Theologie und Latein am interdiözesanen Seminar in Anyama und im Ausbildungszentrum der Gesellschaft der Afrikamissionen.
Am 1. Juli 2009 ernannte ihn Papst Benedikt XVI. zum Bischof von Odienné. Der emeritierte Erzbischof von Abidjan, Bernard Kardinal Agré, spendete ihm am 22. August desselben Jahres die Bischofsweihe; Mitkonsekratoren waren der Erzbischof von Gagnoa, Joseph Yapo Aké, und der emeritierte Bischof von Daloa, Pierre-Marie Coty.
Antoine Koné engagierte sich in der Bischofskonferenz der Elfenbeinküste (Cecci) und war Präsident der Bischöflichen Kommissionen für die Glaubenslehre und die Sozialpastoral.